# PSA Super Series Finals 2000/01
Die 8. PSA Super Series Finals der Herren fanden vom 18. bis 22. Juni 2001 in London, England statt. Das Turnier gehörte zur PSA World Tour 2000/01 und war mit 70.000 US-Dollar dotiert.
Titelverteidiger war Peter Nicol, der auch in diesem Jahr das Turnier gewann. Im Endspiel besiegte er David Palmer mit 15:7, 15:11, 13:15 und 17:14. Dies war Nicols dritter Sieg bei diesem Turnier. Der ursprünglich qualifizierte Ahmed Barada sagte seine Teilnahme verletzungsbedingt ab, für ihn rückte Mark Chaloner nach.

## Ergebnisse

### Gruppe A

#### Tabelle
| Pos. | Spieler      | Spiele | Sätze | Punkte  |
| ---- | ------------ | ------ | ----- | ------- |
| 1    | Peter Nicol  | 3:0    | 9:3   | 169:116 |
| 2    | David Palmer | 2:1    | 8:4   | 159:137 |
| 3    | Paul Johnson | 1:2    | 5:7   | 133:155 |
| 4    | David Evans  | 0:3    | 1:9   | 91:144  |

#### Ergebnisse
| Spieler      | Spieler      | Ergebnis                         |
| ------------ | ------------ | -------------------------------- |
| Peter Nicol  | Paul Johnson | 15:6, 15:11, 8:15, 15:5          |
| David Palmer | David Evans  | 15:8, 15:11, 15:5                |
| Paul Johnson | David Evans  | 15:7, 7:15, 15:9, 17:14          |
| Peter Nicol  | David Palmer | 15:11, 13:15, 15:10, 13:15, 15:6 |
| David Palmer | Paul Johnson | 15:6, 12:15, 15:13, 15:8         |
| Peter Nicol  | David Evans  | 15:7, 15:8, 15:7                 |

### Gruppe B

#### Tabelle
| Pos. | Spieler        | Spiele | Sätze | Punkte  |
| ---- | -------------- | ------ | ----- | ------- |
| 1    | Jonathon Power | 3:0    | 9:3   | 164:126 |
| 2    | Martin Heath   | 2:1    | 6:4   | 121:111 |
| 3    | Mark Chaloner  | 1:2    | 6:6   | 137:144 |
| 4    | Simon Parke    | 0:3    | 1:9   | 100:141 |

#### Ergebnisse
| Spieler        | Spieler       | Ergebnis                         |
| -------------- | ------------- | -------------------------------- |
| Martin Heath   | Mark Chaloner | 15:10, 15:4, 1:15, 15:3          |
| Jonathon Power | Simon Parke   | 15:4, 15:12, 6:15, 15:5          |
| Jonathon Power | Martin Heath  | 15:12, 15:8, 15:10               |
| Mark Chaloner  | Simon Parke   | 15:11, 15:10, 15:9               |
| Jonathon Power | Mark Chaloner | 11:15, 15:9, 15:11, 12:15, 15:10 |
| Martin Heath   | Simon Parke   | 15:11, 15:12, 15:11              |

### Halbfinale
| Spieler      | Spieler        | Ergebnis                       |
| ------------ | -------------- | ------------------------------ |
| David Palmer | Jonathon Power | 9:15, 6:15, 17:16, 15:6, 15:14 |
| Peter Nicol  | Martin Heath   | 15:7, 15:9, 11:15, 15:11       |

### Finale
| Spieler     | Spieler      | Ergebnis                  |
| ----------- | ------------ | ------------------------- |
| Peter Nicol | David Palmer | 15:7, 15:11, 13:15, 17:14 |